# Van Honsebrouck

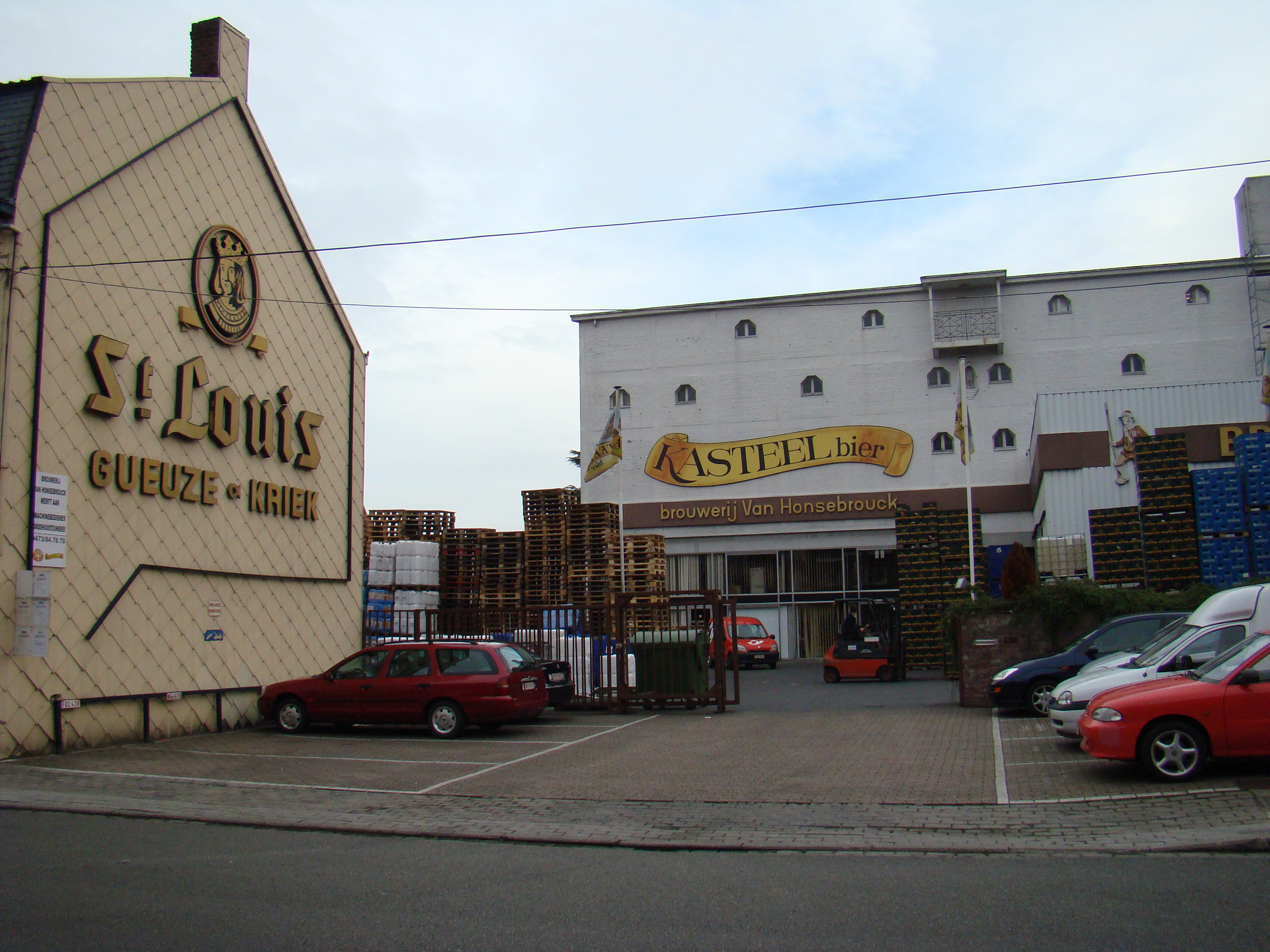
Brauerei Van Honsebrouck

Van Honsebrouck ist eine belgische Bierbrauerei in der westflämischen Gemeinde Ingelmunster. Die Brauerei ist Mitglied der Gesellschaft BELGIAN FAMILY BREWERS.

## Geschichte
Die Brauerei wurde im Jahr 1900 durch das Ehepaar Louisa und Emiel Van Honsebrouck auf einem kleinen Bauerngehöft in Ingelmunster gegründet. Deren Söhne Paul und Ernst führten den Familienbetrieb ab 1922 fort, bis mit dem Brauereiingenieur Luc Van Honsebrouck die dritte Generation der Gründerfamilie die Leitung der Brauerei übernahm; Luc Van Honsebrouck feierte im Jahre 2005 sein fünfzigstes Brauerjubiläum und veröffentlichte ein Buch über sein langes Berufsleben in der Privatbrauerei Van Honsebrouck.

## Biermarken
- Kasteel Blond (7 %)
- Kasteel Bruin (11 %)
- Kasteel Triple (11 %)
- Kasteel Rouge (8 %)

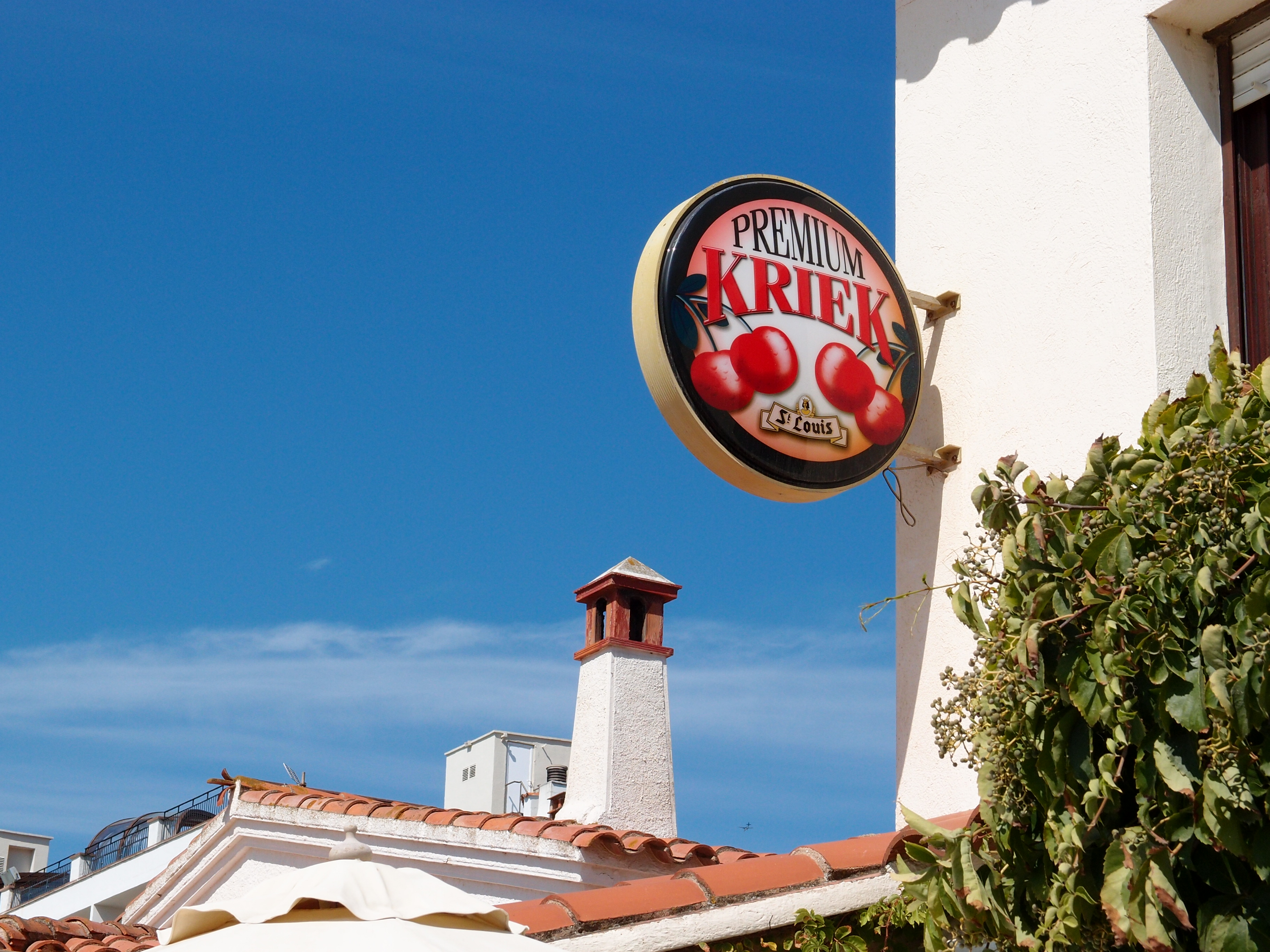
Kriek St. Louis-Außenwerbung in Roses (Spanien)

- St. Louis Premium Framboise (2,8 %)
- St. Louis Premium Faro (3,2 %)
- St. Louis Gueuze Lambic (4,5 %)
- St. Louis Kriek Lambic (4,5 %)
- St. Louis Premium Kriek (3,2 %)
- Brigand (9 %)
- Brigand IPA (6,5 %)
- Bacchus (4,5 %)
- Filou (8,5 %)

## Fotos

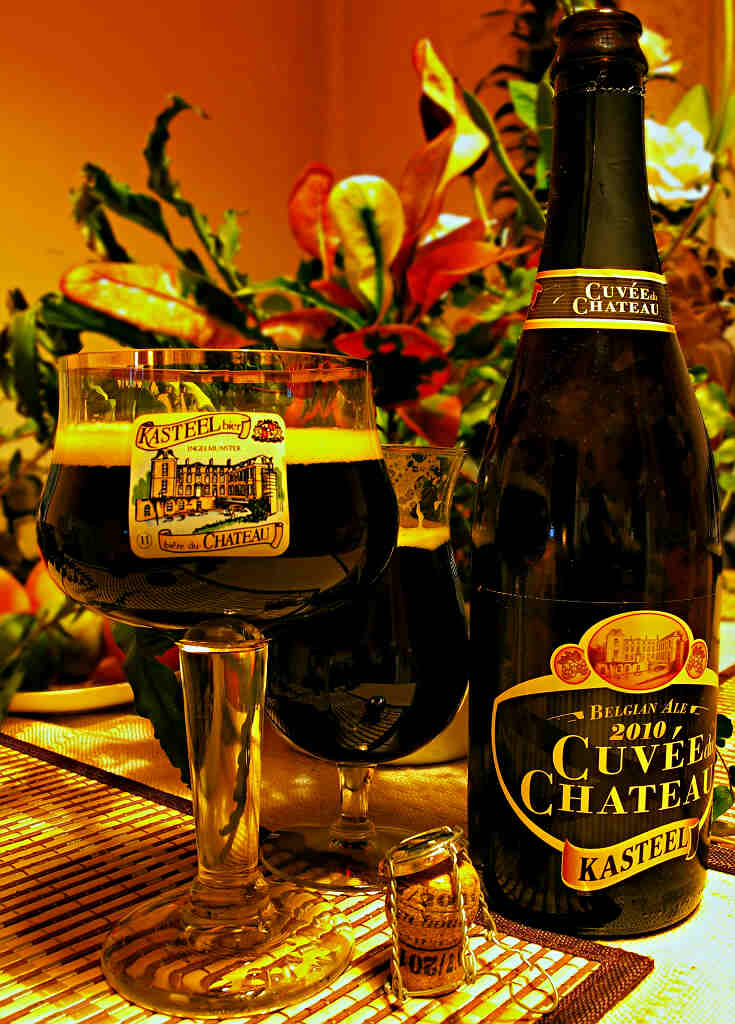
Kasteel Cuvée Du Chateau
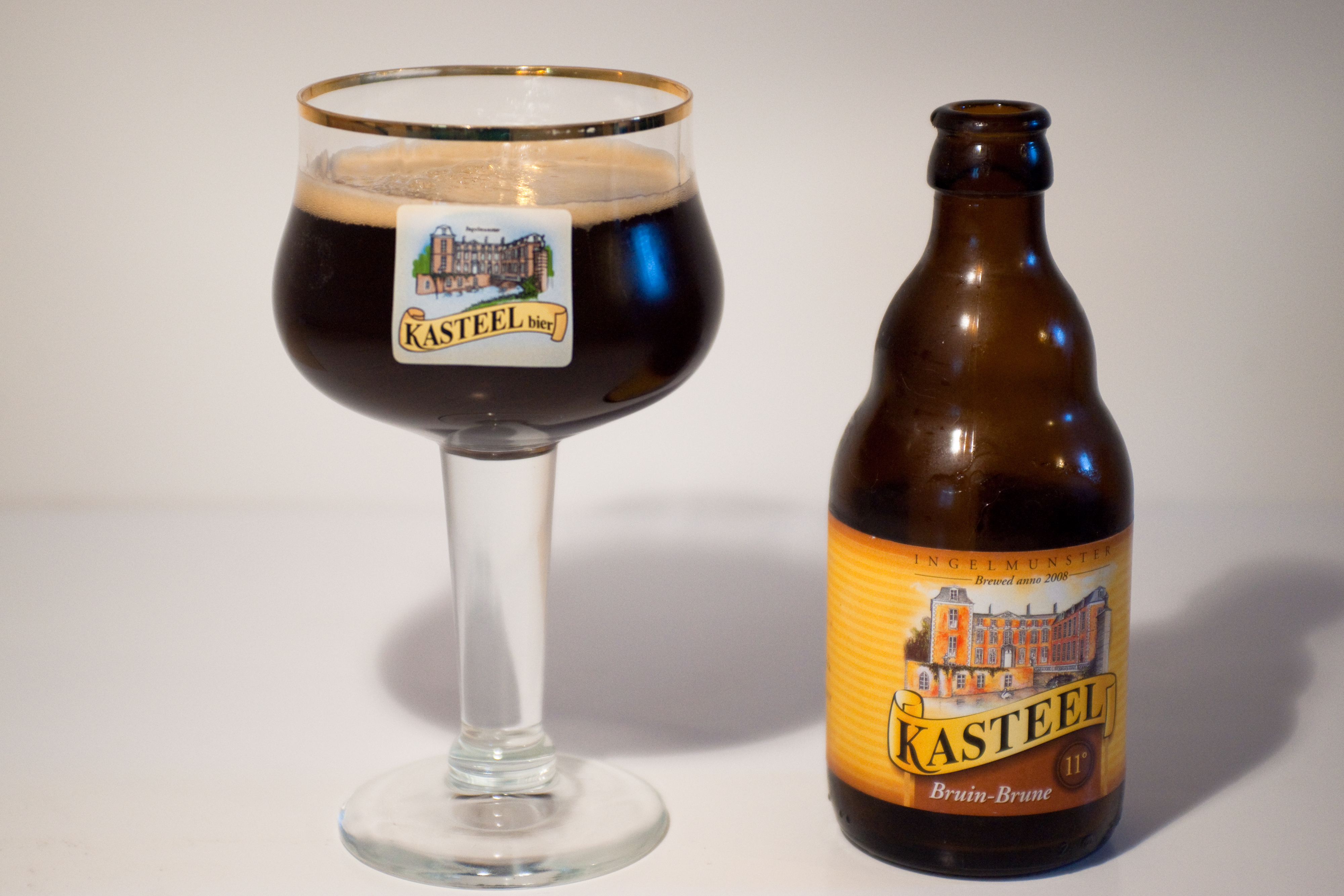
Kasteel im Originalglas
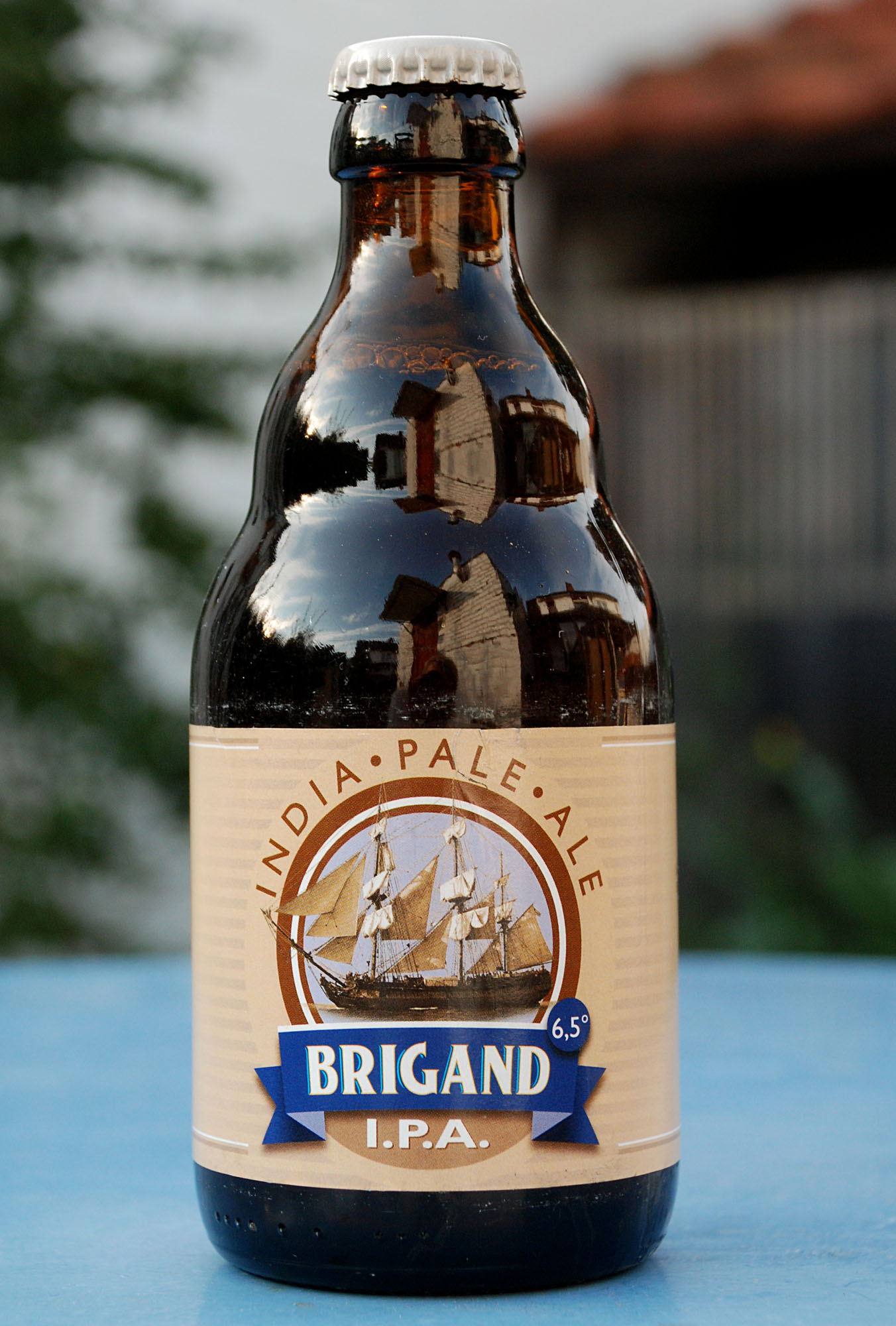
Brigand IPA
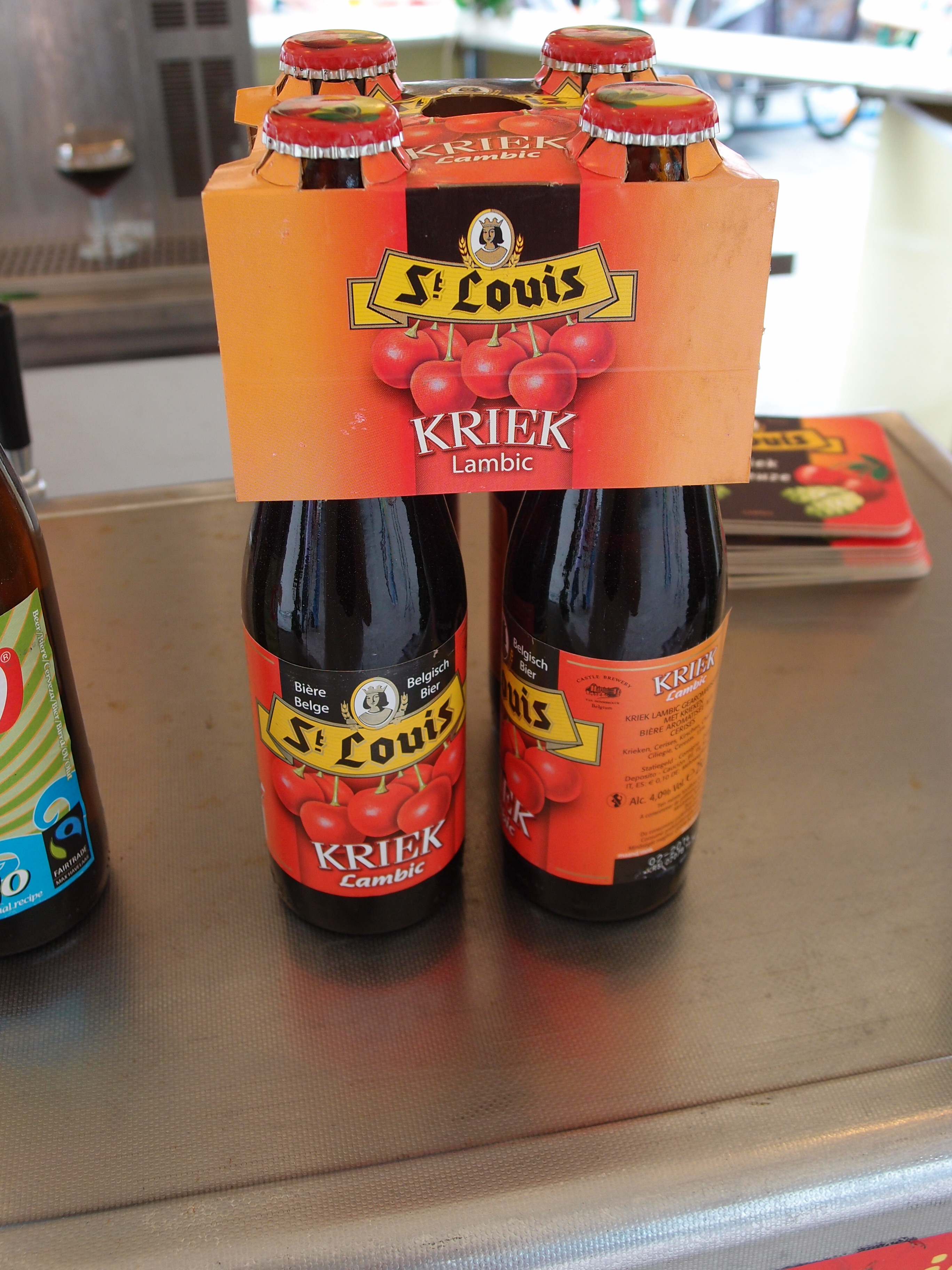
Kriek St. Louis